# 川戸正治郎
川戸 正治郎（かわと まさじろう、1925年（大正14年）9月19日 - 2001年（平成13年）12月17日）は、日本の海軍軍人、航空自衛官。海軍航空隊戦闘機搭乗員。太平洋戦争（大東亜戦争）における戦闘機パイロット（撃墜数18）。丙飛12期、飛練28期。最終階級は海軍上等飛行兵曹。

## 経歴
1925年(大正14年）9月19日、京都府竹野郡丹後町（現・京丹後市丹後町）で農家の子として生まれた。1942年（昭和17年）5月、舞鶴海兵団入団。1942年（昭和17年）7月20日に丙種飛行予科練習生入隊、履修期間はわずか2か月で切り上げられ、9月、第28期飛行練習生となり、岩国、谷田部、徳島、出水、木更津などで訓練を受ける。1943年（昭和18年）7月に卒業、戦闘機操縦員となる。
9月末、輸送機で補充要員40名とともにトラック島に進出し、そこで零戦を受領。10月10日、ラバウル基地の第二五三海軍航空隊に進出。
11月2日11時40分、米軍のP-38 80機とB-25 75機が飛来、B-25 1機に正面から銃撃を加えるが、離脱に失敗しそのまま衝突、落下傘降下着水し救助された。11日、友軍の艦艇を攻撃中の艦爆を撃墜した直後に後方から撃墜され、落下傘降下着水したが、やけどと左足負傷で一か月の療養を余儀なくされる。12月17日、P-391機に正面から銃撃を加えるが、再び回避に失敗し衝突、相手機の操縦士とともに落下傘降下着水し、高速艇に救助された。
1944年1月3日、第214海兵戦闘飛行隊「ブラックシープ」隊長のグレゴリー・ボイントン大佐を撃墜したとされる。2月8日、かねてより機会をうかがっていたB-24への尾翼体当たりを敢行、6か所負傷しながらも落下傘着水し、救助される。入院中、トラック島に後退した本隊から置き去りにされ、同じく取り残された搭乗員らと廃材や残骸から再生された零戦でグリーン島、アドミラルティ諸島などへゲリラ的活動を展開させる。7月以降は第105航空基地隊付き。
昭和20年3月9日に、ニューブリテン島付近でオーストラリア軍艦船を複座零戦で攻撃中、対空砲火によって撃墜される。後席の清水二飛曹は死亡。重傷を負って海岸に辿り着き、ジャングルで生活中、豪州軍捕虜となる。レイテ収容所に収容されて終戦を迎え、12月に帰国した。
戦後、航空自衛隊にパイロットとして勤務。1976年、小型セスナで日本からカリフォルニア州クレセントシティまで35時間の太平洋無着陸横断飛行に成功し、同年アメリカに定住。その2年後、『BYE BYE BLACKSHEEP』（ボイントンの自叙伝『BAA BAA BLACKSHEEP』をもじったもの）を出版。
2001年12月17日、大腸がんにより死去。享年76。27日、シアトル日蓮仏教会にて葬儀が行われた。

## 著書
- 「零戦ラバウルに在り」『今日の話題 戦記版』第33集（昭和31年） - 2000年、英訳が「Flight into Conquest」としてAviation Book Coより出版
- 『Bye Bye Black Sheep』Abridged edition、1978年
- 『体当たり空戦記』枻出版社、1995年